# Distrito electoral de Alliance (condado de Red Willow, Nebraska)
Alliance (en inglés: Alliance Precinct) es un distrito electoral ubicado en el condado de Red Willow en el estado estadounidense de Nebraska. En el Censo de 2010 tenía una población de 44 habitantes y una densidad poblacional de 0,47 personas por km².

## Geografía
Alliance se encuentra ubicado en las coordenadas 40°18′17″N 100°21′45″O / 40.30472, -100.36250. Según la Oficina del Censo de los Estados Unidos, Alliance tiene una superficie total de 93.2 km², de la cual 93.15 km² corresponden a tierra firme y (0.06%) 0.05 km² es agua.

## Demografía
Según el censo de 2010, había 44 personas residiendo en Alliance. La densidad de población era de 0,47 hab./km². De los 44 habitantes, Alliance estaba compuesto por el 90.91% blancos, el 4.55% eran afroamericanos y el 4.55% pertenecían a dos o más razas.